# Pentacarbonil de ferro
Pentacarbonil de ferro, também conhecido como carbonil de ferro, é o composto com a fórmula Fe(CO)5 . Em condições normais, Fe(CO) 5 é um líquido de cor palha, de fluxo livre, com um odor forte. Amostras mais antigas aparecem mais escuras. Este composto é um precursor comum a diversos compostos de ferro, incluindo muitos que são úteis na síntese orgânica em pequena escala.

## Propriedades
O pentacarbonil de ferro é uma carbonila metálica homoléptica , onde o monóxido de carbono é o único ligante complexado com o metal. Outros exemplos incluem Cr(CO)6 octaédrico e Ni(CO)4 tetraédrico. A maioria dos carbonilos metálicos tem 18 elétrons de valência, e o Fe(CO)5 se ajusta a esse padrão com 8 elétrons de valência no Fe e cinco pares de elétrons fornecidos pelos ligantes de CO. Neste composto, o átomo de ferro está presente em um estado de oxidação formal de zero, diferente dos compostos mais comuns do elemento, em que apresenta os estados de oxidação +2 ou +3. O monóxido de carbono é um ligante receptor pi (backbonding), sendo, assim, capaz de estabilizar o ferro em estados de oxidação baixos.
Refletindo sua estrutura simétrica e neutralidade de carga, o Fe(CO)5 é volátil; é um dos complexos de metal líquido mais frequentemente encontrados. Fe(CO)5 adota uma estrutura bipiramidal trigonal com o átomo de Fe cercado por cinco ligantes de CO: três em posições equatoriais e dois ligados axialmente. As ligações Fe – C – O são lineares.
Fe(CO)5 exibe uma taxa relativamente baixa de intercâmbio entre os grupos CO axiais e equatoriais através do mecanismo de Berry.  É caracterizado por duas bandas intensas de νCO no espectro IR em 2034 e 2014 cm−1 (fase gasosa).

## Produção
Fe(CO)5 é produzido pela reação química de partículas finas de ferro com monóxido de carbono. O composto foi descrito em um jornal por Mond e Langer em 1891 como "um líquido  um tanto viscoso de cor amarelo claro".  As amostras foram preparadas por tratamento de pó de ferro isento de óxido e finamente dividido com monóxido de carbono à temperatura ambiente.
A síntese industrial do composto requer temperaturas e pressões relativamente altas (por exemplo, 175 atm a 150°C)  bem como equipamento especializado e quimicamente resistente (por exemplo, composto por liga de cobre - prata). A preparação do composto em escala laboratorial evita essas complicações usando um intermediário de iodeto: 
1. FeI2 + 4CO → Fe(CO)4I2
2. 5Fe(CO)4I2 + 10Cu  → 10CuI + 4Fe(CO)5 + Fe

## Produção industrial
A produção industrial deste composto é um tanto semelhante ao processo Mond, pois o metal é tratado com monóxido de carbono para produzir um gás volátil. No caso do ferro pentacarbonil, a reação é mais lenta. É necessário usar esponja de ferro como material de partida e condições de reação mais severas de 5–30 MPa de monóxido de carbono e 150–200 °C. Semelhante ao processo Mond, o enxofre atua como catalisador. O pentacarbonil de ferro bruto é purificado por destilação. A Enciclopédia de Química Industrial de Ullmann relata que existem apenas três fábricas que fabricam ferro pentacarbonil; A BASF na Alemanha e a GAF no Alabama têm capacidades de 9.000 e 1.500–2.000 toneladas/ano, respectivamente. 
A maior parte do ferro pentacarbonil produzido é decomposto no local para dar ferro carbonílico puro em analogia ao níquel tetracarbonil. Parte do pentacarbonil de ferro é queimado para produzir óxido de ferro puro . Outros usos do ferro pentacarbonila são pequenos em comparação. 

## Reações

### Descarbonilação e reações de substituição de CO relacionadas
A irradiação de Fe(CO)5 com UV produz Fe(CO)4 , que captura uma variedade de ligantes para formar adutos. Na ausência de substratos de captura, é produzido o nonacarbonil de diferro, Fe2(CO)9. 

Muitos compostos são derivados de Fe(CO)5 pela substituição de CO por bases de Lewis, L, para dar derivados Fe(CO)5− x L x. As bases de Lewis comuns incluem isonitrilas, fosfinas e arsinas terciárias, e alcenos. Normalmente, esses ligantes deslocam apenas um ou dois ligantes CO, mas certos ligantes aceitadores, como Trifluoreto de fósforo PF3 e isocianetos, podem prosseguir para tetra e pentassubstituição. Estas reações são frequentemente induzidas com um catalisador ou luz.light. Ilustrativa é a síntese do complexo bis(trifenilfosfina)ferro tricarbonila [Fe(CO)3(P(C6H 5)3)2]. Além da via fotoquímica, a substituição também pode ser induzida por NaOH ou NaBH4. O catalisador ataca um ligante CO, que labiliza outro ligante CO em direção à substituição. A eletrofilicidade do Fe(CO)4L é menor que a do Fe(CO)5, então o catalisador Nucleofílico se desengata e ataca outra molécula de Fe(CO)5.

### Oxidação e redução
A maioria dos carbonilos metálicos pode ser halogenada. Assim, o tratamento de Fe(CO)5 com iodo dá diiodeto de tetracarbonila de ferro :
Fe(CO)5 + I2 → Fe(CO)4I2 + CO
A redução de Fe(CO)5 com Na dá Na2Fe(CO)4 , "tetracarbonilferrato" também chamado de reagente de Collman, um composto no qual o estado de oxidação do ferro é -2, um estado incomum para o elemento. O diânion é isoeletrônico com Ni(CO)4 mas altamente nucleofílico. 

### Reações ácido-base
Fe(CO)5 não é facilmente protonado , mas é atacado por hidróxido . O tratamento de Fe(CO)5 com base aquosa produz [HFe(CO)4] − , através do intermediário metalacarboxilato . A oxidação deste monoânion dá triferro dodecacarbonil, Fe3(CO)12. A acidificação de soluções de [HFe(CO)4] − dá ferro tetracarbonil dihidreto , H2Fe(CO)4 .

### Adutos de Dienos
Os dienos reagem com Fe(CO)5 para dar (dieno)Fe(CO)3 , em que dois ligantes de CO foram substituídos por duas olefinas. Muitos dienos sofrem esta reação, notadamente o norbornadieno e o 1,3-butadieno . Um dos derivados historicamente mais significativos é o ciclobutadieneiron tricarbonil (C4H4)Fe(CO)3, onde C4H4 é o ciclobutadieno, de outra forma instável. Recebendo a maior atenção estão os complexos dos ciclohexadienos, sendo os 1,4-dienos orgânicos parentais disponíveis através das reduções de Birch . 1,4-Dienos isomerizam em 1,3-dienos após complexação. 
Fe(CO)5 reage em diciclopentadieno para formar [Fe(C5H5)(CO)2]2 , dímero de ciclopentadienilferro dicarbonil. Este composto, denominado "dímero Fp" pode ser considerado um híbrido de ferroceno e Fe(CO)5 , embora em termos de reatividade não se assemelhe a nenhum dos dois.

### Reações de substituição de CO
Após a irradiação UV, o Fe(CO)5 absorve a população de luz e a banda de transferência de carga metal-CO, induzindo a fotólise do CO e gerando o intermediário singleto e tripleto Fe(CO)4 coordenadamente insaturado com alto rendimento quântico. A irradiação prolongada em fase gasosa pode prosseguir para o desprendimento adicional de CO até a formação atômica de Fe.

## Outros usos
Na Europa, o ferro pentacarbonil já foi usado como agente antidetonante na gasolina , no lugar do Tetraetilchumbo; foi produzido pela IG Farben e comercializado sob os nomes comerciais “Motolin” e “Monopolin”.  Dois aditivos de combustível alternativos mais modernos são o ferroceno e o metilciclopentadienil manganês tricarbonil. Fe(CO)5 é usado na produção de "ferro carbonílico", uma forma finamente dividida de Fe, um material usado em núcleos magnéticos de bobinas de alta frequência para rádios e televisões e na fabricação de ingredientes ativos de alguns materiais absorventes de radar. (por exemplo, tinta de bola de ferro). É famoso como precursor químico para a síntese de diversas nanopartículas à base de ferro .
Descobriu-se que o pentacarbonil de ferro é um forte inibidor da velocidade da chama em chamas à base de oxigênio. Sabe-se que algumas centenas de ppm de ferro pentacarbonil reduzem a velocidade da chama estequiométrica de metano-ar em quase 50%. No entanto, devido à sua natureza tóxica, não tem sido amplamente utilizado como retardador de chama.

## Toxicidade e Perigos
O Fe(CO)5 é tóxico, o que é preocupante devido à sua volatilidade (pressão de vapor: 21 milímetros de mercúrio (2,8 kPa) a 20°C). Se inalado, o pentacarbonil de ferro pode causar irritação pulmonar, pneumonite tóxica ou edema pulmonar. Como outros carbonilos metálicos, o Fe(CO)5 é inflamável. É, no entanto, consideravelmente menos tóxico que o tetracarbonil de níquel.
O Instituto Nacional de Segurança e Saúde Ocupacional dos Estados Unidos estabeleceu um limite de exposição recomendado para pentacarbonil de ferro em 0,1 ppm (0,23 mg/m 3 ) durante uma média ponderada de oito horas, e um limite de exposição de curto prazo em 0,2 ppm (0,45mg/m3). 